# Copris laeviceps
Copris laeviceps là một loài bọ cánh cứng trong họ Bọ hung (Scarabaeidae).